# Commandos: Behind Enemy Lines
Commandos: Behind Enemy Lines (с англ. — «Коммандос: В тылу врага») — стратегия с элементами Action и стэлс-экшн, от испанского разработчика Pyro Studios и издателя Eidos Interactive. Издана в июле 1998 года.

## Обзор
Действие происходит во времена Второй мировой войны. Игроку предстоит, командуя отрядом диверсантов, пройти 20 миссий, для чего в каждой из них предстоит выполнить определённые задания. Эти задания могут быть очень разнообразны — от уничтожения вражеских объектов или техники до спасения союзников из плена или ликвидации вражеского группенфюрера. Всего в отряде 6 постоянных человек, но во всех миссиях, за исключением последней, принимает участие только его часть. Для успешного выполнения заданий необходимо применять различное оружие, в некоторых случаях представляется возможным захватить вражескую технику (автомобили, броневики Sd.Kfz.231, танки Panzer (II, III и IV) и даже микроподлодку). Дислокация миссий так же весьма разнообразна — от Норвегии до Северной Африки. Задачу усложняет то, что враги имеют подавляющее численное превосходство, а в случае гибели хотя бы одного из наших бойцов миссия будет провалена.

## Персонажи

Commandos: Behind Enemy Lines
Вторая миссия

Диверсионный отряд, которым предстоит командовать:
- Десантник или Зелёный Берет. Использует пистолет, нож, приманку, может закапываться в снег и песок, носить бочки с горючим и трупы врагов, лазать по стенам.
- Снайпер. Использует пистолет, снайперскую винтовку (в среднем 5 патронов) и аптечку (если нет шпиона и шофёра). Для него в некоторых уровнях могут быть сброшены дополнительные снайперские патроны.
- Морской пехотинец. Использует пистолет, гарпун, нож, а также умеет плавать под водой с помощью акваланга. Носит надувную лодку, на которой может переправлять неплавающих напарников через водные преграды. Соответственно, умеет управлять лодками и сверхмалой субмариной.
- Сапёр. Использует пистолет, а также гранаты, дистанционные и часовые мины — число которых ограничено, может ставить капкан и пользоваться кусачками, чтобы прорезать проход в сеточном заборе. Иногда боеприпасы ему приходится добывать непосредственно в ходе миссии.
- Шофёр. Использует пистолет, автомат (в среднем 20 патронов), аптечку. Для него, как и для снайпера, могут быть десантированы автоматные патроны. Может управлять разнообразными транспортными средствами — это может быть мотоцикл, легковой или грузовой автомобиль, бронетранспортёр или танк; а также может стрелять из станковых пулемётов и пушек.
- Шпион. Использует пистолет и шприц с ядом, может использовать аптечку (если нет шофёра) и таскать трупы, а главное — надевать форму немецкого офицера и в ней отвлекать противника. В 16-й миссии также может водить грузовик.

Разнообразные союзники, которых нужно освободить:
- Лётчик.
- Осведомитель.
- Пленник и четверо его друзей. Они ничего не умеют, только передвигаться.

Враги — немецкие солдаты — действуют самостоятельно, каждый имеет своё поле зрения, разделённое на две части. В дальней враг не видит лежащих диверсантов, в ближней видит всегда. Враги слышат различные звуки — выстрелы, взрывы, вопли «Ein Verletzter!» («Раненый»(нем.)), «Alarm!» своих.
- Часовые. Вооружены винтовками. Могут стоять на месте или ходить.
- Патрули. Патрулируют местность, от 2 до 7 человек. Как правило, впереди идёт сержант с пистолетом, за ним — солдаты-автоматчики. Отряды могут первоначально находиться в казармах и только в случае тревоги выходить оттуда. Они могут забрать человека в плен, если он не будет оказывать сопротивления.
- Вражеские собаки. Лают, увидев диверсанта, и сильно кусаются.
- Вооружённые люди. Это может быть сержант за станковым пулемётом (в том числе — в бункере), либо за миномётом 210 мм; может быть броневик, танк или патрульный катер.
- Вражеские офицеры. Вооружены пистолетом, но отличаются умением садиться в транспорт и ездить.

## Миссии[2]
|     | Название миссии     | Дата            | Место                                    | Задача                                                                                  |
| --- | ------------------- | --------------- | ---------------------------------------- | --------------------------------------------------------------------------------------- |
| 1.  | Боевое крещение     | 20 февраля 1941 | Сула, деревня близ Ставангера            | Необходимо уничтожить радиостанцию                                                      |
| 2.  | Тихий взрыв         | 1 марта 1941    | Стамсунн, Лофотенские острова            | Взорвать топливные цистерны и уйти на грузовике                                         |
| 3.  | Устранение техники  | 14 марта 1941   | Сисенватнетская плотина, около Эйдфьорда | Взорвать пулемётный бункер и плотину                                                    |
| 4.  | Погром              | 10 марта 1941   | Стоккан, деревня в районе Тронхейма      | Взорвать вражеский штаб, уйти на патрульном катере                                      |
| 5.  | Слепое правосудие   | 2 мая 1941      | Хердла, Норвегия                         | Взорвать радар и улететь на автожире                                                    |
| 6.  | Угроза «Леопольда»  | 10 мая 1941     | Маси, Норвегия                           | Взорвать дальнобойное орудие                                                            |
| 7.  | Погоня за волками   | 2 февраля 1942  | Арендал, Норвегия                        | Взорвать 2 подводные лодки и уплыть на деревянной лодке                                 |
| 8.  | Пиротехники         | 19 октября 1942 | Тель-эль-Эйса, Ливия                     | Взорвать бочки, склады, резервуары                                                      |
| 9.  | Визит вежливости    | 20 октября 1942 | Каттара, Ливия                           | Взорвать радар, пункт управления им, склад оружия, командный пост и бункер              |
| 10. | Операция «Икар»     | 14 ноября 1942  | Эль-Агейла                               | Спасти лётчика, взорвать склад с оружием и вражеские самолёты, улететь на самолёте      |
| 11. | В затруднении       | 3 декабря 1942  | Марада́, Ливия                            | Взорвать 4 буровые вышки, уехать на Sd Kfz 251                                          |
| 12. | На крышах           | 15 марта 1943   | Тунис                                    | Спасти осведомителя, уйти на «кюбельвагене» (немецкая командно-штабная машина)          |
| 13. | Давид и Голиаф      | 15 мая 1944     | Порт Гавр                                | Потопить большой корабль и уплыть на лодке                                              |
| 14. | Высадка             | 25 мая 1944     | Пляж Джуно, Нормандия                    | Взорвать 4 стационарных орудия береговой артиллерии и уплыть на лодке                   |
| 15. | Конец «Мяснику»     | 26 августа 1944 | Компьень                                 | Ликвидировать вражеского группенфюрера и уехать на машине                               |
| 16. | Предотвратить пожар | 4 сентября 1944 | Мост через реку Маас, к северу от Льежа  | Уничтожить 4 вражеских сапёров, чтобы спасти мост, и уехать на грузовике                |
| 17. | До рассвета         | 28 ноября 1944  | Рибовилле, к северу от Кольмара          | Спасти 5 пленников, уехать на грузовике                                                 |
| 18. | Сила обстоятельств  | 16 декабря 1944 | Мост через реку Маас, к северу от Льежа  | Взорвать тот же мост, который потребовалось спасти в 16-й миссии, и уехать на грузовике |
| 19. | Ответный удар       | 12 января 1945  | Ольденбург, к западу от Бремена          | Взорвать 3 ракеты «Фау-2», уплыть на лодке                                              |
| 20. | Операция «Валгалла» | 11 февраля 1945 | Гундельфинген, к северу от Фрайбурга     | Взорвать дворец в замке, 2 ракеты «Фау-2», уехать на танке Panzer III                   |

## Оценки
| Сводный рейтинг       | Сводный рейтинг |
| Агрегатор             | Оценка          |
| --------------------- | --------------- |
| GameRankings          | 80,76 %         |
| Русскоязычные издания |                 |
| Издание               | Оценка          |
| «Игромания»           | [ 5 ]           |